# Paranginan Selatan
Paranginan Selatan is een bestuurslaag in het regentschap Humbang Hasundutan van de provincie Noord-Sumatra, Indonesië. Paranginan Selatan telt 1250 inwoners (volkstelling 2010).